# Aegialites iturupensis
Aegialites iturupensis es una especie de coleóptero de la familia Salpingidae.

## Distribución geográfica
Habita en Rusia.